# Río Málaya Kokshaga

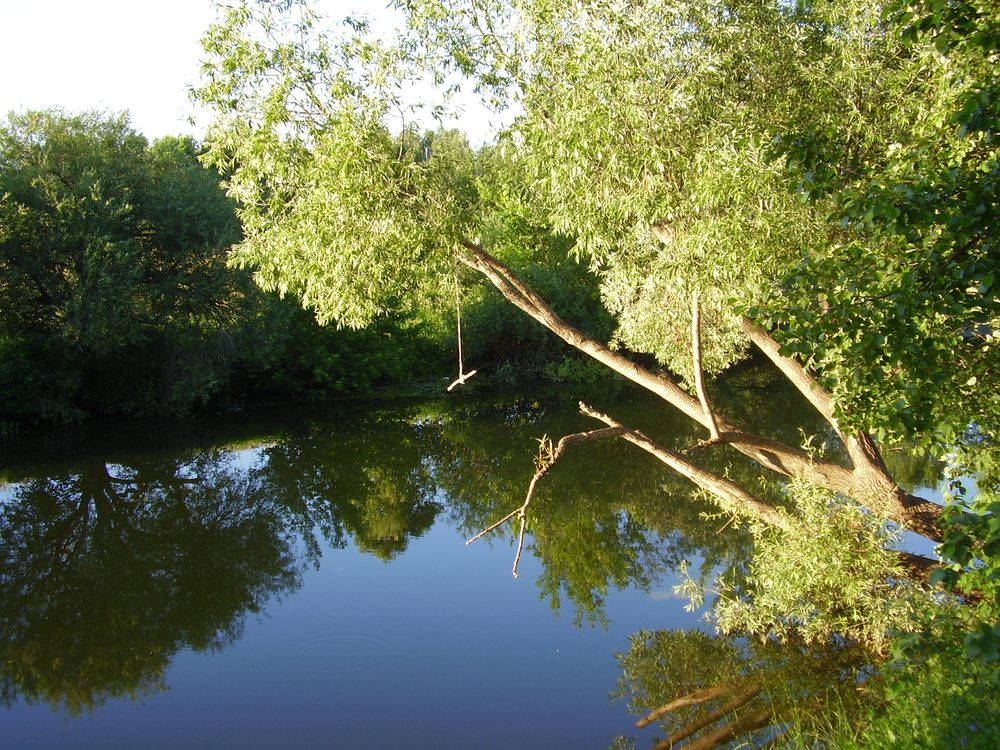
El río por encima de Yoshkar-Olá.

El río Málaya Kokchaga (en mari : Изи Какшан, Izi Kakshan ; en ruso: Малая Кокша́га) es un río de Rusia, que discurre por la república de Mari-El, y atraviesa su capital Yoshkar-Olá. Desemboca en el Volga a la altura del embalse de Kuibyshev, cera de Koshaisk.

## Geografía
El río tiene una longitud de 194 km y su cuenca se extiende por una superficie de 5160 km². Su caudal medio es de 30 m³/s. El Málaya Kokshaga es de régimen principalmente nival. Se congela generalmente desde noviembre a abril.

### Afluentes
Por la izquierda:
- Nurma
- Kordemka
- Puialka
- Shuda-Sola
- Ruya-Sola
- Shuarka
- Monaga
- Semiónovka
- Polka
- Kuyarka
- Mali Kúndysh
- Norka
- Kugushatka
- Irka
- Shuika
- Nurda

Por la derecha:
- Shulka
- Puvid
- Málaya Oshla
- Bolshaya Oshla
- Chernushka